# Wereldkampioenschappen synchroonzwemmen 2019 – Gemengd duet vrije routine
De vrije routine voor gemengde duetten tijdens de wereldkampioenschappen synchroonzwemmen 2019 vond plaats op 19 en 20 juli 2019 in het Yeomju Gymnasium in Gwangju.

## Uitslag
| Rang   | Land             | Naam                                   | Voorronde | Voorronde | Finale  | Finale |
| Rang   | Land             | Naam                                   | Punten    | Rang      | Punten  | Rang   |
| ------ | ---------------- | -------------------------------------- | --------- | --------- | ------- | ------ |
| Goud   | Rusland          | Maya Goerbanberdjeva Aleksandr Maltsev | 93.1000   | 1         | 92.9667 | 1      |
| Zilver | Italië           | Manila Flamini Giorgio Minisini        | 91.6000   | 2         | 91.8333 | 2      |
| Brons  | Japan            | Yumi Adachi Atsushi Abe                | 89.8000   | 3         | 90.4000 | 3      |
| 4      | Verenigde Staten | Natalia Vega Bill May                  | 87.8667   | 4         | 88.3000 | 4      |
| 5      | Spanje           | Emma García Pau Ribes                  | 86.1333   | 5         | 86.3667 | 5      |
| 6      | China            | Cheng Wentao Shi Haoyu                 | 85.7000   | 6         | 85.6667 | 6      |
| 7      | Brazilië         | Giovana Stephan Renan Souza            | 81.2333   | 7         | 81.2333 | 7      |
| 8      | Colombia         | Jennifer Cerquera Gustavo Sánchez      | 78.5667   | 8         | 78.7000 | 8      |
| 9      | Oezbekistan      | Dinara Ibragimova Vjatsjeslav Roednev  | 74.2333   | 9         | 74.4333 | 9      |
| 10     | Turkije          | Gökçe Akgün Rümeysa Ünal               | 70.2000   | 10        | 70.9000 | 10     |
| 11     | Australië        | Danielle Kettlewell Ethan Calleja      | 68.9667   | 11        | 68.7000 | 11     |